# Kinlochleven Aluminium Works
Die Kinlochleven Aluminium Works sind eine ehemalige Aluminiumhütte in der schottischen Ortschaft Kinlochleven. Die erhaltenen Bauwerke sind in den schottischen Denkmallisten in den Kategorien A und B gelistet.

## Geschichte
Die 1894 gegründete staatliche British Aluminium nahm im Folgejahr im nordirischen Larne und mit den Foyers Aluminium Works im schottischen Foyers ihre ersten beiden Aluminiumhütten in Betrieb. Ab 1905 ließ die Gesellschaft die Kinlochleven Aluminium Works als zweite Aluminiumhütte in Schottland errichten. Der Betrieb wurde 1909 aufgenommen. Im Vergleich zur Hütte in Foyers, die 1897 etwa ein Zehntel des weltweiten Aluminiumbedarfs deckte – Aluminium besaß zu dieser Zeit, auch aufgrund seiner hohen Herstellungskosten, nur ein kleines Einsatzspektrum – besaß das Werk in Kinlochleven etwa die sechsfache Kapazität. Nachdem 1914 bereits 3000 Personen in der Hütte von Kinlochleven beschäftigt waren, wurde im Folgejahr die Kapazität der Hütte verdoppelt – weitere Kapazitätserweiterungen folgten in den kommenden Jahrzehnten. 1958 wurde British Aluminium übernommen und seitdem mehrfach verkauft oder durch Fusion neuen Konzernen einverleibt. Im Jahre 2000 wurden die Kinlochleven Aluminium Works aufgelassen und teilweise abgetragen. Heute befindet sich der Komplex im Besitz der Rio Tinto Group. Zuletzt betrug die Produktionskapazität der Kinlochleven Aluminium Works etwa 20.000 Tonnen pro Jahr, weshalb die nun kleine Hütte keinen wirtschaftlichen Betrieb mehr zuließ. Es waren 76 Schmelzöfen installiert. Kinlochleven, das zuvor lediglich als Restauration entlang einer Militärstraße existierte, wuchs erst als Arbeitersiedlung der Aluminiumhütte zu einer Ortschaft heran.

## Beschreibung

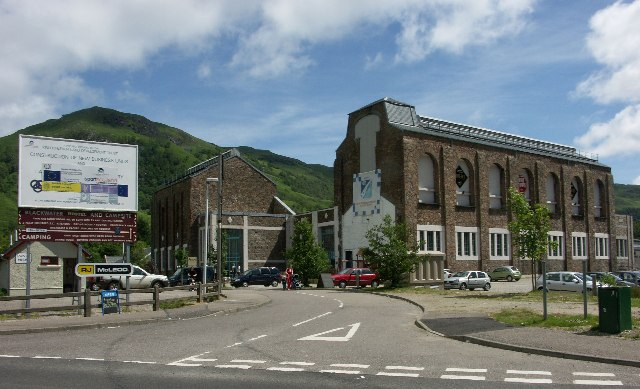
Ehemalige Kohlefabrikation

Die Kinlochleven Aluminium Works liegen in einer Biegung des Leven am Südostrand von Kinlochleven. Von dem ehemaligen Hüttenkomplex sind heute nur noch Außengebäude erhalten. Hierzu zählen im Wesentlichen das weiterhin in Betrieb befindliche Wasserkraftwerk und die ehemalige Kohlefabrikation (zur Aluminiumreduktion aus Bauxit nach dem Hall-Héroult-Verfahren werden Kohleanoden benötigt). Die Gebäude werden heute im Wesentlichen als Industriepark genutzt. Des Weiteren besteht mit dem Ice Factor in einer Halle eine Einrichtung zum Sportklettern mit einer 18 Meter hohen vereisten Kletterwand.

### Kohlefabrikation
Die ehemalige Kohlefabrikation an der Südwestseite des Komplexes wurde bis 1909 errichtet. Als leitender Ingenieur plante P. W. Meik die Anlage. Alfred H. Roberts leitete die Bauarbeiten vor Ort. Bereits 1989 wurde der Komplex weitgehend abgetragen. Sein Mauerwerk besteht aus Feldstein. Die zwischenzeitlich abgetragenen Silos bestanden aus Stahlbeton, zu Bauzeiten ein innovatives, erst kürzlich eingeführtes Baumaterial. Der schlicht neoklassizistisch ausgestaltete Komplex spiegelt mit seiner Vereinigung von Architektur und Funktion den sich wandelnden Zeitgeist industrieller Architektur wider und gilt als frühes Beispiel der Neuen Sachlichkeit und der modernen Architektur. Im Obergeschoss der hohen Gebäudeteile sind hohe Rundbogenfenster eingelassen. Zur Fassadenornamentierung wurden unter anderem weiße rautenförmige Steine ober- beziehungsweise unterhalb der Fenster eingesetzt. Die Gebäude sind als Denkmal der Kategorie B geschützt.

### Wasserkraftwerk
Da die Aluminiumverhüttung sehr energieintensiv ist, wurde mit dem Bau der Hütte ein Wasserkraftwerk eingerichtet und der Leven zum Blackwater Reservoir aufgestaut. Dessen 949 Meter langes Sperrwerk war seinerzeit das größte Europas und gilt als ingenieurstechnische Meisterleistung. Das dem Stausee entnommene Wasser wird oberirdisch der zentralen Wassersteuerung zugeführt, deren Gebäude als Kategorie-A-Denkmal klassifiziert ist. Dort wird das Wasser sechs parallel verlaufenden, 99 cm durchmessenden Druckröhren zugeführt. Der Überlauf wird nach Norden an den Leven abgegeben. Die Druckröhren speisen elf Pelton-Turbinen im Generatorhaus an der Nordseite der Kinlochleven Aluminium Works. Jede Turbine speist wiederum zwei Generatoren mit Leistungen von rund einem Megawatt, woraus sich eine Gesamtleistung von rund 21 MW ergibt. Das Wasserkraftwerk wird weiterhin zur Versorgung der Lochaber Aluminium Works in Fort William genutzt.
Das Gebäude der zentralen Wassersteuerung liegt abseits des West Highland Ways auf einer Höhe von etwa 300 Metern und damit beinahe auf demselben Niveau wie der Stausee. Das Kraftwerk in Kinlochleven liegt etwa auf Meeresniveau. Das Mauerwerk des Gebäudes der Wassersteuerung besteht aus Granit-Feldstein mit einem Gerüst aus Stahlbeton. Seine Hauptfassaden sind vier Achsen weit. Es schließt mit einem steil geneigten Satteldach.
Das Mauerwerk des langgezogenen Kraftwerksgebäudes besteht ebenfalls aus Granit-Feldstein mit einem Gerüst aus Stahlbeton. Es ist als Kategorie-A-Denkmal klassifiziert. Seine durch Pilaster vertikal gegliederte Hauptfassade ist 17 Achsen weit mit Drillingsfenstern auf jeder Achse. Das Satteldach mit stählernem Dachstuhl ist mit Schiefer eingedeckt. Nach Nordwesten wird das abfließende Wasser über einen Kanal dem Leven kurz vor dessen Mündung in den Loch Leven zugeführt.

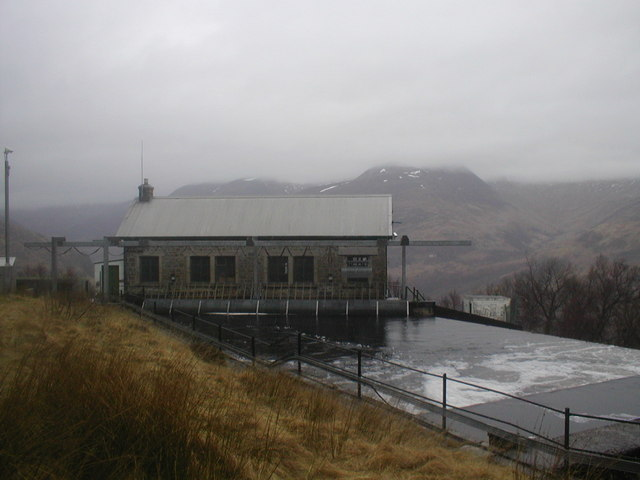
Zentrale Wassersteuerung
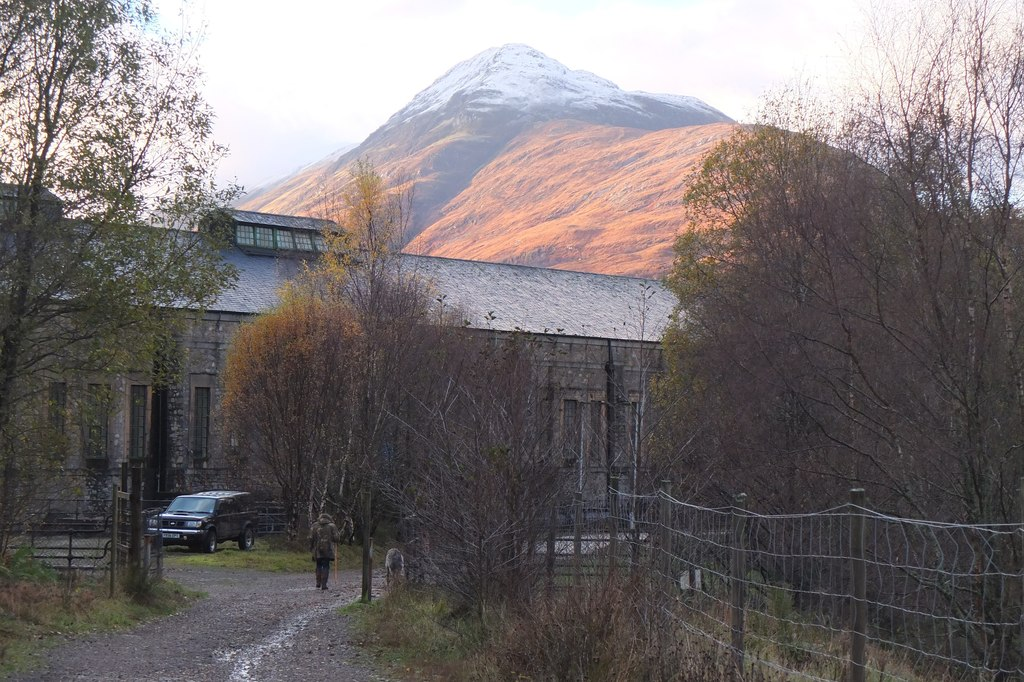
Wasserkraftwerk in Kinlochleven
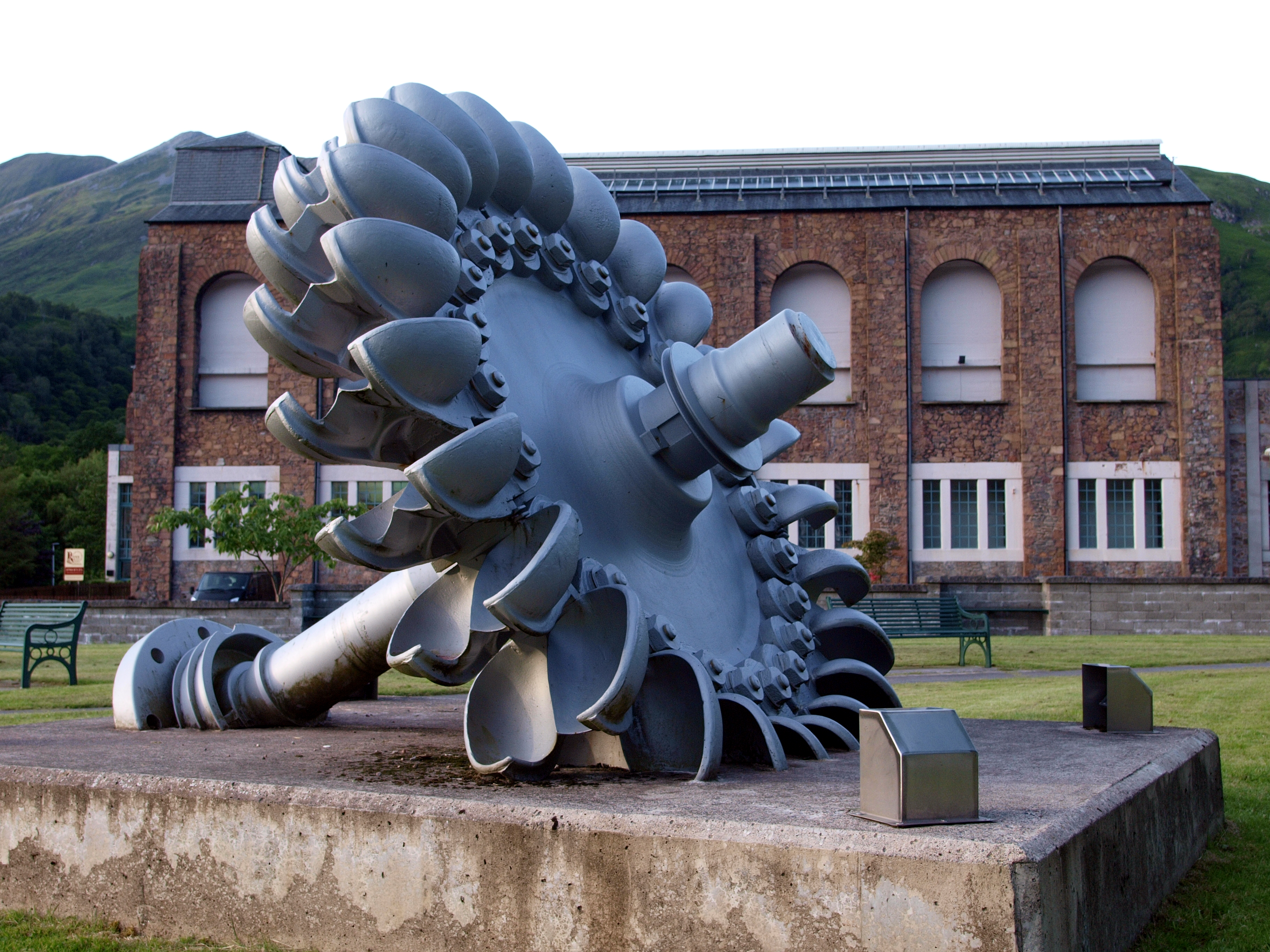
Rad einer Pelton-Turbine am ehemaligen Werksgelände